# Willy Aronsen
Willy Aronsen (Drammen, 8 marzo 1931 – Drammen, 18 novembre 2014) è stato un calciatore norvegese, di ruolo portiere.

## Carriera

### Club
Aronsen vestì la maglia del Drammens dal 1949 al 1971.

### Nazionale
Conta 6 presenze per la Norvegia. Esordì il 4 luglio 1954, nella sconfitta per 1-0 contro l'Islanda.